# Hasteola
 Hasteola   Raf., 1836 è un genere di piante angiosperme dicotiledoni della famiglia delle Asteraceae (sottofamiglia Asteroideae).

## Etimologia
L'etimologia del nome del genere deriva da due parole greche: "hasta" (= asta o lancia) e "-ola" (è un diminutivo) e fa riferimento alla particolare forma delle foglie.
Il nome scientifico del genere è stato definito dal botanico Constantine Samuel Rafinesque (1783-1840) nella pubblicazione " New Flora North America" ( New Fl. N. Amer. 4: 79) del 1836.

## Descrizione

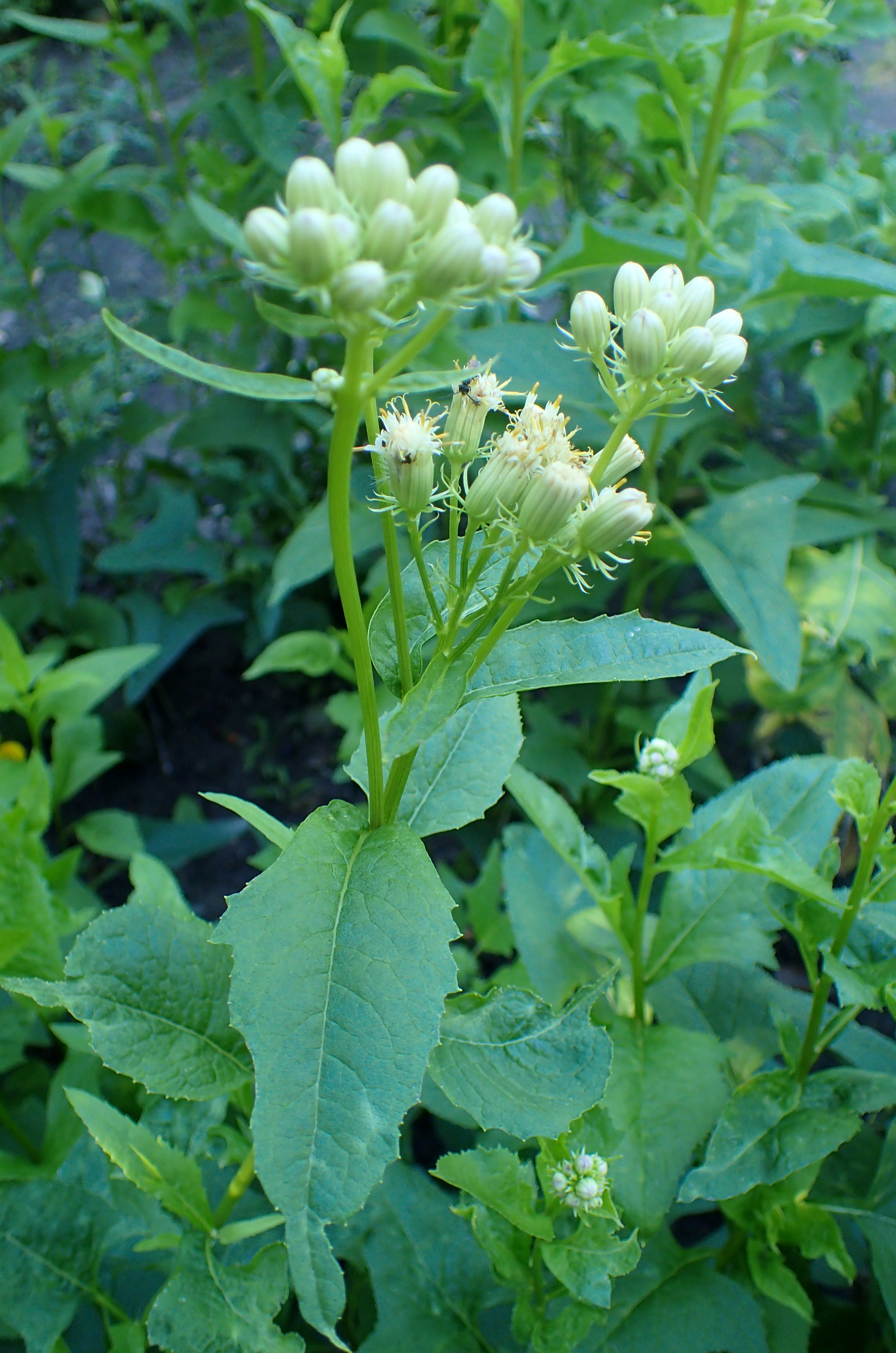
Il portamento
Hasteola suaveolens

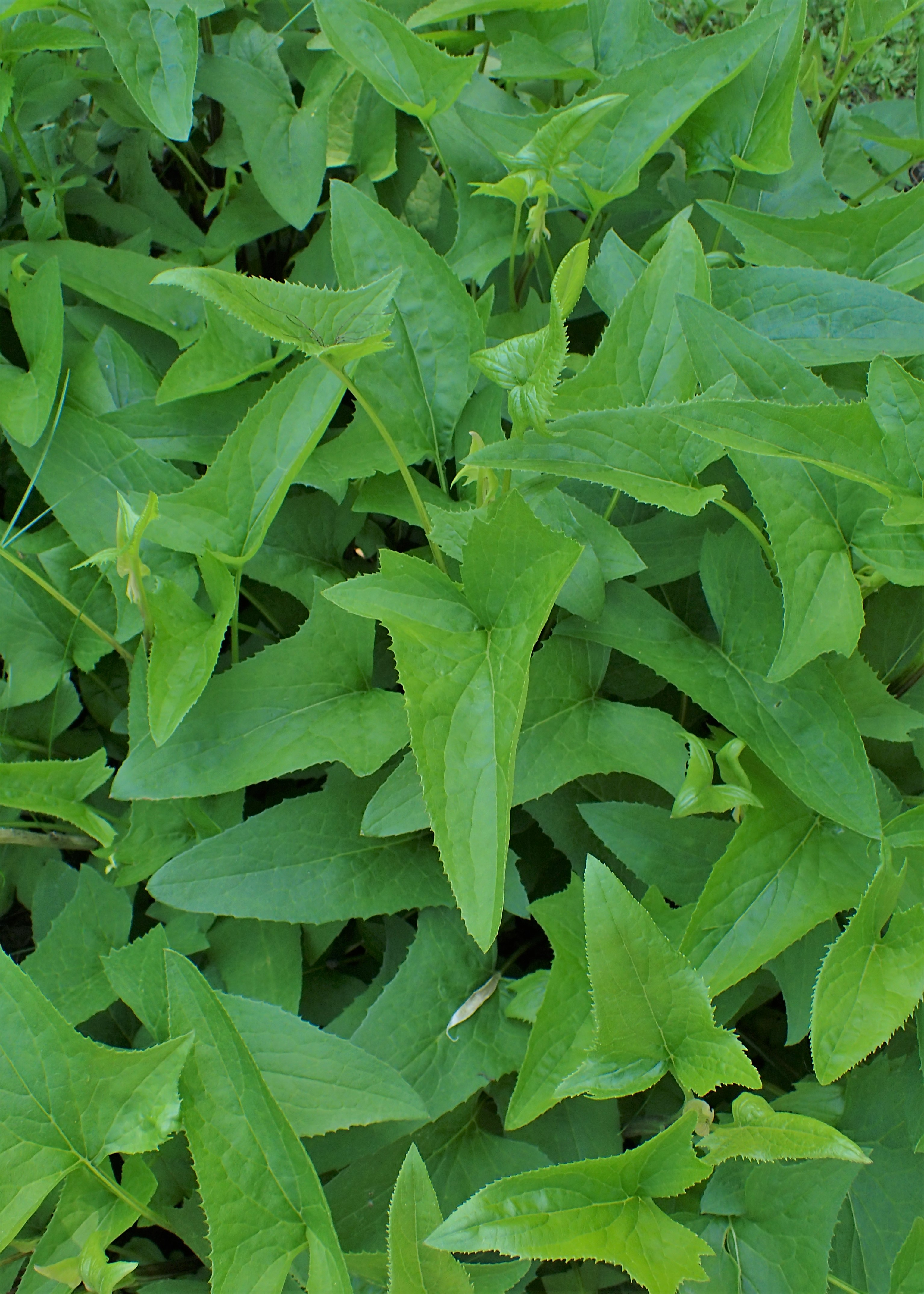
Le foglie
Hasteola suaveolens

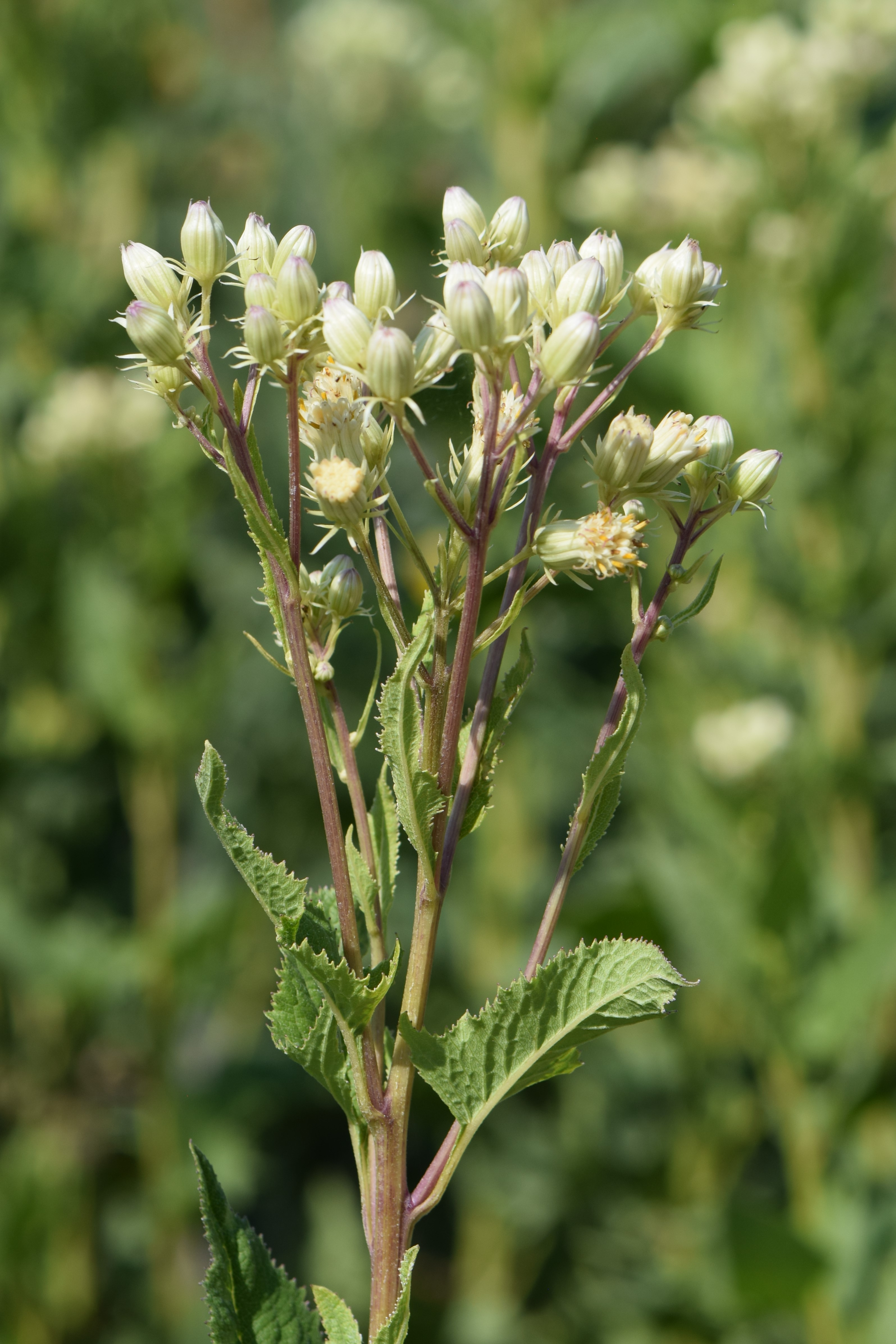
Infiorescenza
Hasteola suaveolens

Habitus. Le specie di questo genere hanno un habitus di tipo alto-erbaceo perenne (altezza massima 60 – 240 cm). Le superfici delle piante sono glabre.
Radici. Le radici in genere sono secondarie da rizoma e possono essere fibrose. I rizomi sono striscianti o legnosi.
Fusto. La parte aerea è eretta e semplice.
Foglie. Le foglie sono cauline disposte in modo alternato. Quelle basali sono lungamente picciolate con forme intere astate o deltoidi con margini seghettati. Quelle superiori sono progressivamente ridotte. La superficie è glabra.
Infiorescenza. Le sinflorescenze sono composte da numerosi capolini organizzati in formazioni corimbose. Le infiorescenze vere e proprie sono formate da un capolino discoide, terminale e peduncolato. Alla base dell'involucro è presente un calice formato da 4 - 9 brattee fogliacee. I capolini sono formati da un involucro, con forme da cilindriche a turbinate, composto da 7 - 14 brattee, al cui interno un ricettacolo fa da base ai fiori tubulosi. Le brattee sono disposte in modo embricato in 1 - 2 serie e possono essere connate alla base. Il ricettacolo è nudo (senza pagliette a protezione della base dei fiori); la forma è convessa e a volte è alveolato. Diametro dell'involucro: 5 – 8 mm.
Fiori.  I fiori (da 10 a 55) sono tetra-ciclici (formati cioè da 4 verticilli: calice – corolla – androceo – gineceo) e pentameri (calice e corolla formati da 5 elementi). Sono inoltre ermafroditi, tubulosi e actinomorfi.
- Formula fiorale:

*/x K {\displaystyle \infty }, [C (5), A (5)], G 2 (infero), achenio
- Calice: i sepali del calice sono ridotti ad una coroncina di squame.
- Corolla: nella parte inferiore i petali della corolla sono saldati insieme e formano un tubo. In particolare le corolle dei fiori del disco centrale (tubulosi) terminano con delle fauci dilatate a raggiera con cinque stretti lobi. I lobi possono avere una forma da deltoide a triangolare-ovata. Il colore delle corolle è bianco o rosa.
- Androceo: gli stami sono 5 con dei filamenti liberi. La parte basale del collare dei filamenti può essere dilatata. Le antere invece sono saldate fra di loro e formano un manicotto che circonda lo stilo. Le antere sono senza coda ("ecaudate") oppure sono sagittate o anche minutamente auricolate; a volte sono presenti delle appendici apicali che possono avere varie forme (principalmente lanceolate). La struttura delle antere è di tipo tetrasporangiato, raramente sono bisporangiate. Il tessuto endoteciale è radiale o polarizzato. Il polline è tricolporato (tipo "helianthoid").[11]
- Gineceo: lo stilo è biforcato con due stigmi nella parte apicale. Gli stigmi sono troncati o ottusi; possono avere un ciuffo di peli radicali o in posizione centrale; possono inoltre essere ricoperti da minute papille; altre volte i peli sono di tipo penicillato. Le superfici stigmatiche sono separate o parzialmente confluenti, oppure continue.  L'ovario è infero uniloculare formato da 2 carpelli.

Frutti. I frutti sono degli acheni con pappo. La forma degli acheni è strettamente oblunga; la superficie è percorsa da 8 - 12 coste longitudinali ed è glabra. Possono essere presenti delle ali o degli ispessimenti marginali. Non sempre il carpoforo è distinguibile. Il colore del frutto può essere nero o bruno. In alcuni casi gli acheni sono dimorfici. Il pappo, persistente, è formato da 100 - 150 setole snelle barbate.

## Biologia
Impollinazione: l'impollinazione avviene tramite insetti (impollinazione entomogama tramite farfalle diurne e notturne).
Riproduzione: la fecondazione avviene fondamentalmente tramite l'impollinazione dei fiori (vedi sopra).
Dispersione: i semi (gli acheni) cadendo a terra sono successivamente dispersi soprattutto da insetti tipo formiche (disseminazione mirmecoria). In questo tipo di piante avviene anche un altro tipo di dispersione: zoocoria. Infatti gli uncini delle brattee dell'involucro (se presenti) si agganciano ai peli degli animali di passaggio disperdendo così anche su lunghe distanze i semi della pianta. Inoltre per merito del pappo il vento può trasportare i semi anche a distanza di alcuni chilometri (disseminazione anemocora).

## Distribuzione e habitat
Le specie di questo genere sono distribuite in Nord America (lato orientale).

## Tassonomia
La famiglia di appartenenza di questa voce (Asteraceae o Compositae, nomen conservandum) probabilmente originaria del Sud America, è la più numerosa del mondo vegetale, comprende oltre 23.000 specie distribuite su 1.535 generi, oppure 22.750 specie e 1.530 generi secondo altre fonti (una delle checklist più aggiornata elenca fino a 1.679 generi). La famiglia attualmente (2021) è divisa in 16 sottofamiglie; la sottofamiglia Asteroideae è una di queste e rappresenta l'evoluzione più recente di tutta la famiglia.

### Filogenesi
Il genere di questa voce appartiene alla sottotribù Senecioninae della tribù Senecioneae (una delle 21 tribù della sottofamiglia Asteroideae). In base ai dati filogenetici la sottotribù, all'interno della tribù, occupa il "core" della tribù e insieme alla sottotribù Othonninae forma un "gruppo fratello".
I seguenti caratteri sono indicativi per la sottotribù:
- il portamento è molto vario (erbe, arbusti, liane, epifite, alberelli o alberi);
- le foglie sono sia basali che cauline disposte in modo alternato;
- sono presenti capolini sia radiati, disciformi o discoidi;
- le antere sono tetrasporangiate, raramente bisporangiate.

La struttura della sottotribù è molto complessa e articolata (è la più numerosa della tribù con oltre 1.200 specie distribuite su un centinaio di generi) e al suo interno sono raccolti molti sottogruppi caratteristici le cui analisi sono ancora da completare. Il genere di questa voce, come i generi Aetheolaena, Culcitium, Lasiocephalus e Robinsonia, da un punto di vista filogenetico, è molto vicino al grande genere polifiletico Senecio (tradizionalmente le specie di questo genere erano descritte all'interno di Senecio). Il genere Hasteola si distingue per il portamento rizomatoso e i capolini discoidi formati da stretti fiori bianchi, ma le sue affinità con le specie di Senecio sez. Triangolari Jeffrey, 1992, comprendenti altre specie nordamericane, sono evidenti.
I caratteri distintivi per le specie del genere  Hasteola  sono:
- il portamento è erbaceo rizomatoso;
- i capolini, discoidi, hanno delle forme cilindriche-turbinate;
- i fiori sono colorati di bianco o rosa;
- i lobi della corolla hanno delle forme lanceolate.

Il numero cromosomico della specie è: 2n = 36 e 40.

### Elenco delle specie
Questo genere ha 3 specie:
- Hasteola robertiorum L.C.Anderson
- Hasteola robusta  (Tolm.) Pojark.
- Hasteola suaveolens  (L.) Pojark.

### Sinonimi
Sono elencati alcuni sinonimi per questa entità:
- Synosma Raf. ex Britton, 1898